# Selenops cristis
Espèce
Selenops cristis est une espèce d'araignées aranéomorphes de la famille des Selenopidae.

## Distribution
L'origine de cette espèce n'est pas certaine, elle peut provenir de Namibie ou du Ghana.

## Description
La femelle holotype mesure 12,90 mm.

## Publication originale
- Corronca, 2002 : A taxonomic revision of the afrotropical species of Selenops Latreille, 1819 (Araneae, Selenopidae). Zootaxa, no 107, p. 1-35.